# Bolozon
Bolozon est une commune française, située dans le département de l'Ain en région Auvergne-Rhône-Alpes. Elle se situe à 29 kilomètres de Bourg-en-Bresse et 16 kilomètres de Nantua.
Les habitants de Bolozon s'appellent les Bolozonnais et les Bolozonnaises.

## Géographie

### Situation

#### Localisation
Bolozon se situe au centre-est du département de l'Ain dans le Haut-Bugey, dans le massif du Jura. Son territoire est vallonné par les Monts Berthiand. La commune comprend deux hameaux : Daranche est celui où se trouve la gare au nord-ouest de la commune, et Grand-Cours.
La rivière d'Ain borde la commune sur une distance de huit kilomètres, mais il existe un autre petit ruisseau, appelé Sous-Bief, il traverse Bolozon pour se jeter dans l'Ain au lieu-dit le Golfe. Enfin, la source de la Serra est un petit « creux » d'un mètre carré de surface, elle coule à proximité de la route de la Serra et n'est jamais sèche.
La végétation occupe une place importante sur le territoire communal puisque sur les 491 hectares de superficie, 192 le sont de bois et 198 de landes. Il y a aussi 96 hectares de prés, 3 hectares de cultures et 2 hectares de vignes.

### Communes limitrophes
| Cize         | Corveissiat                  | Sonthonnax-la-Montagne |
| Grand-Corent | Bolozon                      | Nurieux-Volognat       |
|              | Leyssard , Serrières-sur-Ain | Peyriat                |

### Climat
Pour des articles plus généraux, voir Climat d'Auvergne-Rhône-Alpes et Climat de l'Ain.
En 2010, le climat de la commune est de type climat de montagne, selon une étude du CNRS s'appuyant sur une série de données couvrant la période 1971-2000. En 2020, Météo-France publie une typologie des climats de la France métropolitaine dans laquelle la commune est dans une zone de transition entre le climat semi-continental et le climat de montagne et est dans la région climatique Jura, caractérisée par une forte pluviométrie en toutes saisons (1 000 à 1 500 mm/an), des hivers rigoureux et un ensoleillement médiocre.
Pour la période 1971-2000, la température annuelle moyenne est de 11,3 °C, avec une amplitude thermique annuelle de 17,8 °C. Le cumul annuel moyen de précipitations est de 1 347 mm, avec 12,1 jours de précipitations en janvier et 8,2 jours en juillet. Pour la période 1991-2020, la température moyenne annuelle observée sur la station météorologique de Météo-France la plus proche, « Ceyzériat_sapc », sur la commune de Ceyzériat à 12 km à vol d'oiseau, est de 11,7 °C et le cumul annuel moyen de précipitations est de 1 032,6 mm,. Pour l'avenir, les paramètres climatiques de la commune estimés pour 2050 selon différents scénarios d'émission de gaz à effet de serre sont consultables sur un site dédié publié par Météo-France en novembre 2022.

### Voies de communication et transports
Bolozon est située le long de la route départementale 91 qui relie Poncin à Thoirette en remontant toute la rivière d'Ain. Le fameux viaduc de Cize permet de traverser la rivière pour rejoindre le village du même nom. Enfin la route départementale 11e ou « route de la Serra » mène à Sonthonnax-la-Montagne par une petite route escarpée dans une côte difficile.

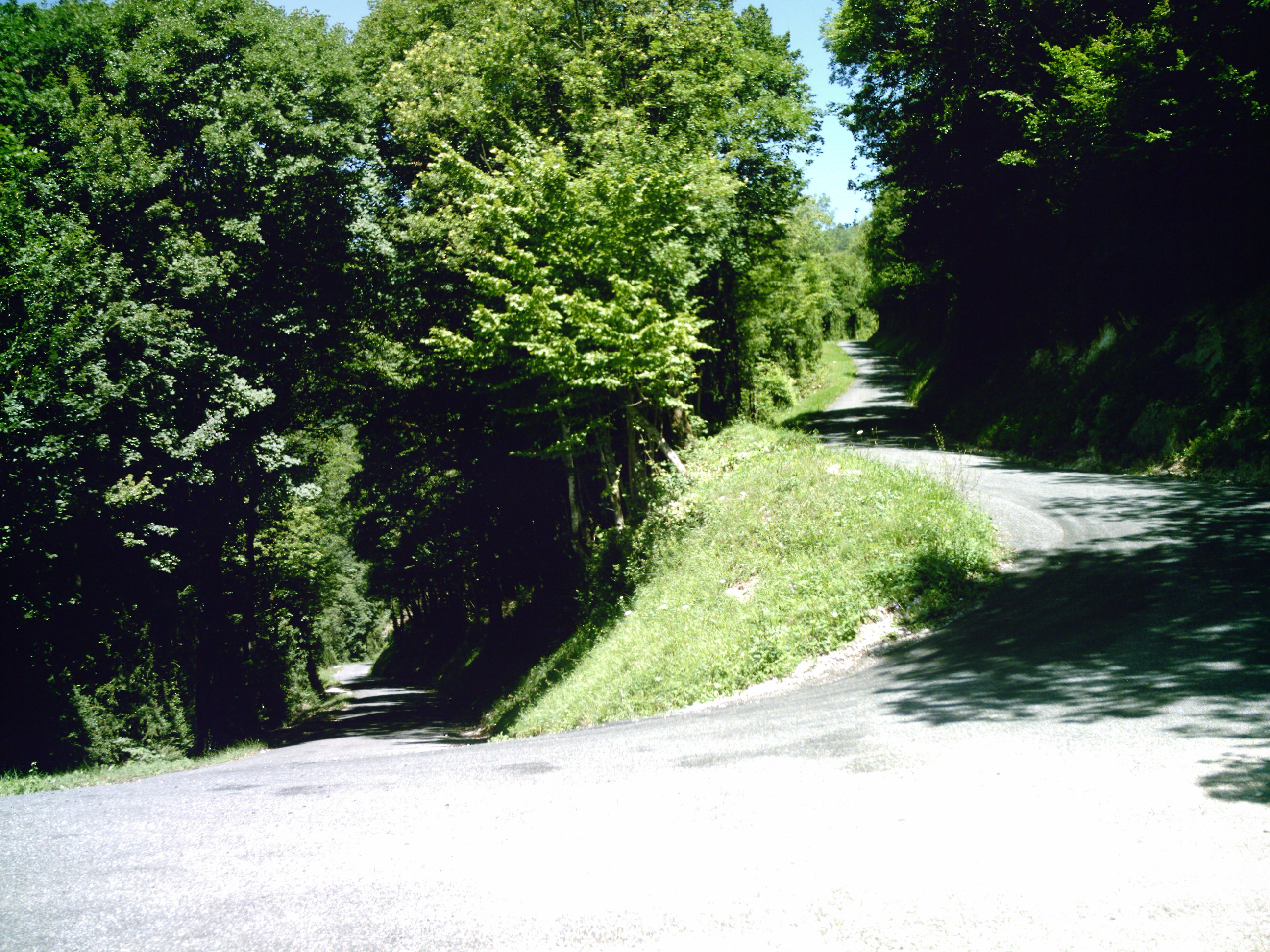
L'étroite route de la Serra.

La ligne de chemin de fer du Haut-Bugey traverse la commune d'ouest en est. Une gare de Cize-Bolozon existe dans la commune, dans le hameau de Daranche. Elle est située juste après le viaduc de Bolozon. La ligne rejoint la gare de Nurieux-Volognat en traversant trois tunnels dont les deux premiers longs de 200  et   818 mètres sont entièrement sur le territoire communal.

## Urbanisme

### Typologie
Au 1er janvier 2024, Bolozon est catégorisée commune rurale à habitat très dispersé, selon la nouvelle grille communale de densité à 7 niveaux définie par l'Insee en 2022.
Elle est située hors unité urbaine et hors attraction des villes,.

### Occupation des sols
L'occupation des sols de la commune, telle qu'elle ressort de la base de données européenne d’occupation biophysique des sols Corine Land Cover (CLC), est marquée par l'importance des forêts et milieux semi-naturels (63,7 % en 2018), en augmentation par rapport à 1990 (60,3 %). La répartition détaillée en 2018 est la suivante : 
forêts (60,4 %), prairies (15,9 %), zones agricoles hétérogènes (12,4 %), eaux continentales (8 %), milieux à végétation arbustive et/ou herbacée (3,3 %).
L'évolution de l’occupation des sols de la commune et de ses infrastructures peut être observée sur les différentes représentations cartographiques du territoire : la carte de Cassini (XVIIIe siècle), la carte d'état-major (1820-1866) et les cartes ou photos aériennes de l'IGN pour la période actuelle (1950 à aujourd'hui).

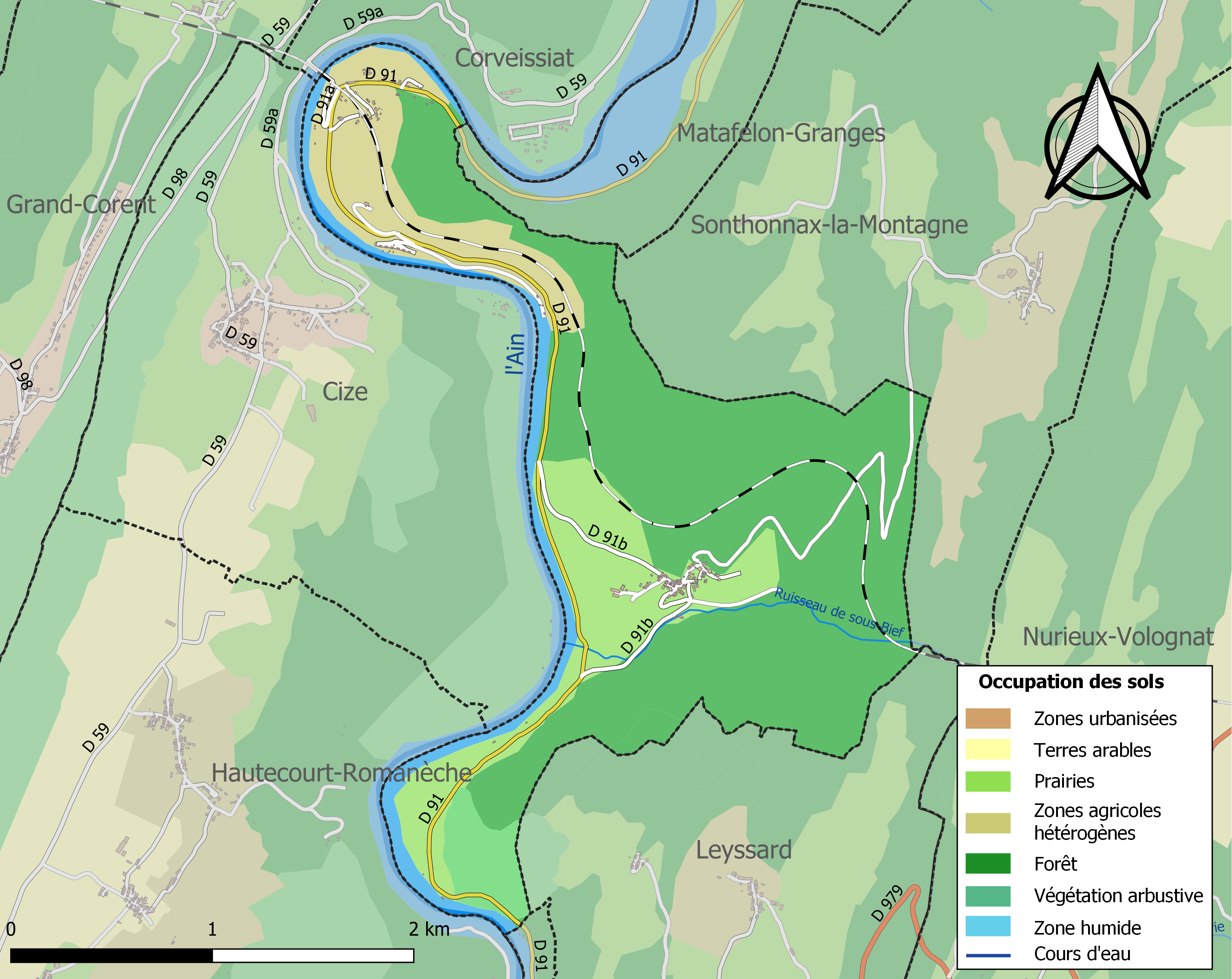
Carte des infrastructures et de l'occupation des sols de la commune en 2018 (CLC).

### Morphologie urbaine
Le territoire communal est de forme carrée car il se situe dans la vallée dans une rupture de la chaîne du Berthiand. Deux langues prolongent ce territoire au nord-ouest et au sud-ouest. La frontière est est délimitée par l'Ain avec sur l'autre rive la commune de Cize. Au nord-ouest se trouve Corveissiat, puis Matafelon-Granges et Sonthonnax-la-Montagne du nord-est à l'est. Enfin, la frontière sud est marquée par Leyssard et Serrières-sur-Ain.

### Logement
Le nombre total de logements dans la commune est de 86. Parmi ces logements, 46,5 % sont des résidences principales, 51,2 % sont des résidences secondaires et 2,3 % sont des logements vacants. Ces logements sont pour tous des maisons individuelles, aucun ne sont des appartements ou des logements d'un autre type. La part d'habitants propriétaires de leur logement est de 75 %. Ce qui est largement supérieur à la moyenne nationale qui se monte à près de 55,3 %. En conséquence, la part de locataires est de 20 % sur l'ensemble des logements qui est inversement inférieur à la moyenne nationale qui est de 39,8 %. On peut noter également que 5 % des habitants de la commune sont des personnes logées gratuitement alors qu'au niveau de l'ensemble de la France le pourcentage est de 4,9 %. Toujours sur l'ensemble des logements de la commune, aucun ne sont des studios, 5 % sont des logements de deux pièces, 5 % en ont trois, 45 % des logements disposent de quatre pièces, et 45 % des logements ont cinq pièces ou plus.

## Toponymie

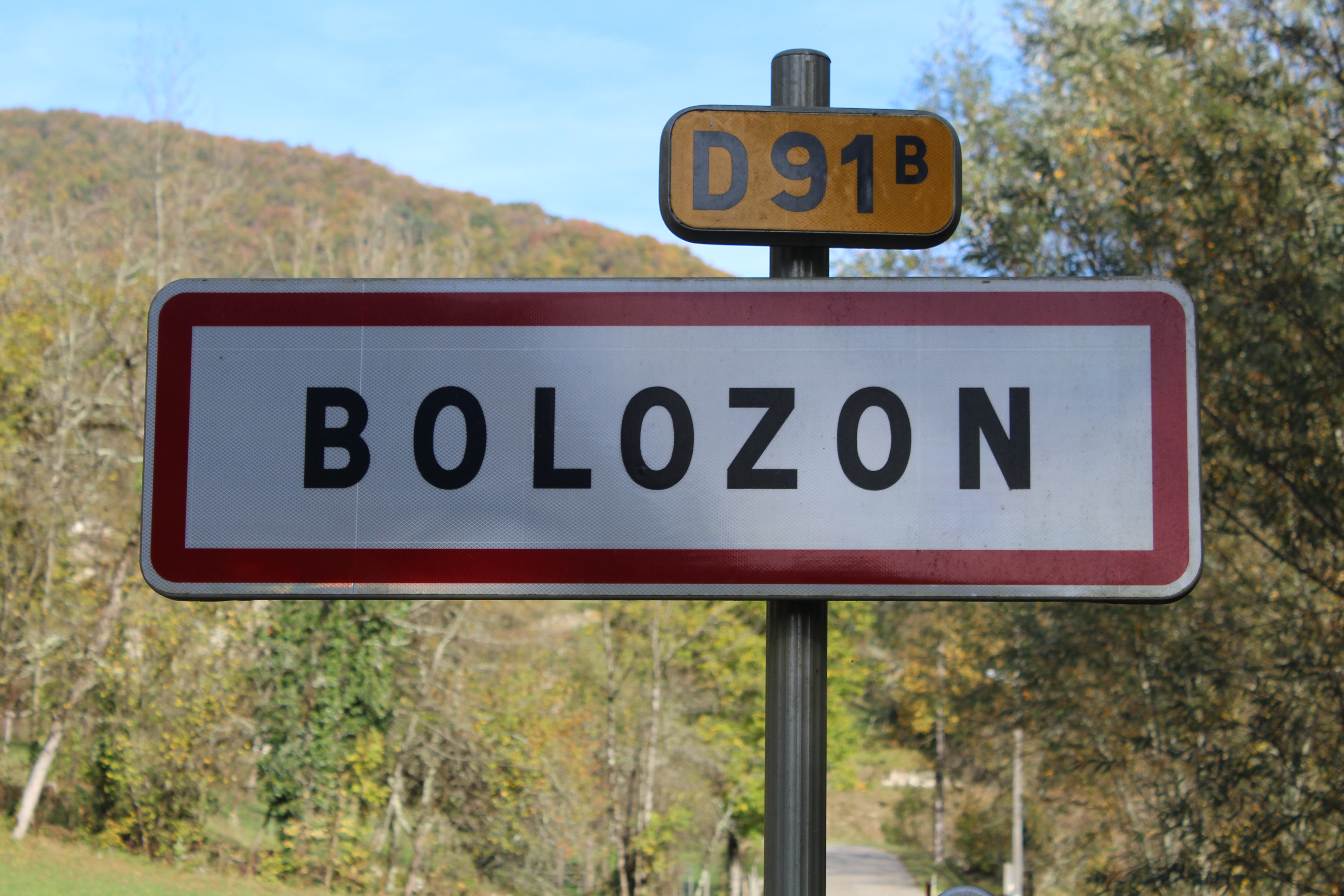
Panneau d'entrée.

Le nom de la localité est attesté sous les formes Baloson en 1299, de Bolosone en 1299. 
Le toponyme dériverait de l'anthroponyme latin Bullius ou Bullatius.

## Histoire
Bolozon n'apparaît comme paroisse (Boulozon, Boloson) sous le vocable de saint Étienne qu'au XVIe siècle. Ancienne succursale de celle de Napt puis de Leyssard, diocèse de Lyon. L’évêque de Belley nommait à la cure. Le village dépendait de la seigneurie de Beauvoir (Belvoir, Balvay : cf. l'article Serrières). En 1337, Étienne de Buenc reprit en fief d'Humbert V, sire de Thoire-Villars, ce qu'il possédait à Bolozon.
Le château qui existait sur le rocher de Balvay est aujourd'hui disparu. La situation dans le village était telle qu'en 1666, l'intendant Bouchu décrivait les familles du village comme « pauvres, ruinées par les gens de guerre ». L'église de la commune fut reconstruite en 1836.
Pendant la Seconde Guerre mondiale, lors du passage des Allemands dans la région, le 12 juillet 1944, un groupe de maquisards détruit le viaduc. Il ne restait que les arches extérieures du passage supérieur, celles qui ne sont pas implantées dans la rivière. On ignore aujourd'hui les raisons de ce dynamitage. Il fut par la suite reconstruit à l'identique.
Une tradition locale veut que le village d'origine était situé plus à l'est. Mais la peste ayant anéanti toute la population sauf quatre enfants, constitués de deux garçons et deux filles, ils se sont installés dans le village actuel et ont repeuplé le village.
La situation géographique de la commune l'isolant, la construction de la voie ferrée entre Bourg-en-Bresse à La Cluse, le 29 mars 1877 permit à la population un rapprochement du chef-lieu Bourg-en-Bresse.

## Politique et administration

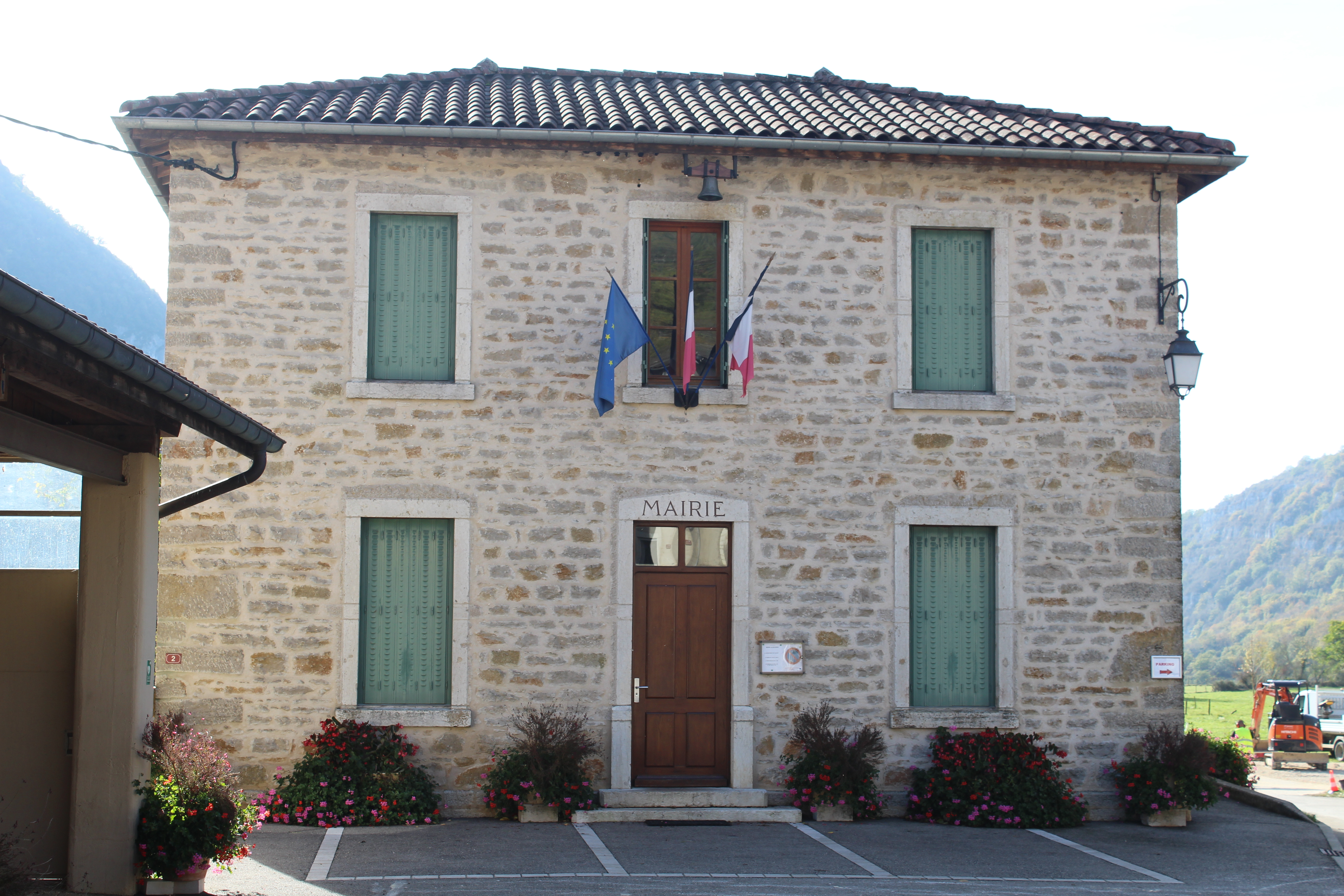
Mairie.

### Tendances politiques
- Résultats électoraux en ligne sur le site du Ministère de l'Intérieur

Élections présidentielles, résultats des deuxièmes tours :
- élection présidentielle de 2007 : 59,15 % pour M. Nicolas Sarkozy (UMP), 40,85 % pour Mme Ségolène Royal (PS), 86,90 % de participation.
- élection présidentielle de 2002 : 64,29 % pour M. Jacques Chirac (UMP), 35,71 % pour M. Jean-Marie Le Pen (FN), 70,89 % de participation.

Élections législatives, résultats des deuxièmes tours :
- élections législatives de 2007 : 42,00 % pour  M. Charles de La Verpillière (UMP) (Élu au premier tour), 60,00 % de participation.
- élections législatives de 2002 : 58,82 % pour M. Lucien Guichon (UMP), 41,18 % pour Mme Éliane Drut-Gorju (PS), 70,37 % de participation.

Élections européennes, résultats des deux meilleurs scores :
- élections européennes de 2004 : 25,00 % pour M. Jean-Marie Le Pen (FN), 25,00 % pour M. Michel Rocard (PS), 49,33 % de participation.

Élections régionales, résultats des deux meilleurs scores :
- élections régionales de 2004 : 46,43 % pour M. Jean-Jack Queyranne (LGA), 27,52 % pour M. Bruno Gollnisch (LFN), 75,00 % de participation.

Élections cantonales, résultats des deuxièmes tours :
- élections cantonales de 2008 : 62,96 % pour M. Mario Borroni (DVG), 24,07 % pour Mme Laurence Jeanneret-Nguyen (DVD), 57,89 % de participation.
- élections cantonales de 2001[15] : 51,19 % pour Mme Laurence Jeanneret-Nguyen (DL), 48,81 % pour M. Michel Genoux (DVD), 60,42 % de participation.

Élections municipales, résultats des deuxièmes tours :
- élections municipales de 2008 : M. Robert Foray est élu pour un nouveau mandat de maire, résultats complets sur le site du ministère de l'Intérieur, 89,47 % de participation.
- élections municipales de 2001 : M. Robert Foray est élu maire, - % de participation.

Référendums :
- Référendum de 2005 relatif au traité établissant une Constitution pour l'Europe : 82,46 % pour le Non, 17,54 % pour le Oui, 72,50 % de participation.

### Liste des maires
Liste de l'ensemble des maires qui se sont succédé à la mairie de la commune :
| Période                                  | Période  | Identité      | Étiquette | Qualité                                        |
| ---------------------------------------- | -------- | ------------- | --------- | ---------------------------------------------- |
| avant 1988                               | 2014     | Robert Foray  |           |                                                |
| 2014                                     | mai 2020 | Guy Bardet    |           | retraité d'une entreprise publique             |
| mai 2020                                 | En cours | Étienne Girod |           | cadre administratif et commercial d'entreprise |
| Les données manquantes sont à compléter. |          |               |           |                                                |

### Jumelages
La commune n'a pas développé d'association de jumelage.

## Population et société

### Démographie

#### Évolution démographique
L'évolution du nombre d'habitants est connue à travers les recensements de la population effectués dans la commune depuis 1793. Pour les communes de moins de 10 000 habitants, une enquête de recensement portant sur toute la population est réalisée tous les cinq ans, les populations de référence des années intermédiaires étant quant à elles estimées par interpolation ou extrapolation. Pour la commune, le premier recensement exhaustif entrant dans le cadre du nouveau dispositif a été réalisé en 2007.
En 2022, la commune comptait 99 habitants, en évolution de +11,24 % par rapport à 2016 (Ain : +5,15 %, France hors Mayotte : +2,11 %).
| 1793 | 1800 | 1806 | 1821 | 1831 | 1836 | 1841 | 1846 | 1851 |
| ---- | ---- | ---- | ---- | ---- | ---- | ---- | ---- | ---- |
| 287  | 354  | 389  | 361  | 364  | 326  | 325  | 313  | 331  |

| 1856 | 1861 | 1866 | 1872 | 1876 | 1881 | 1886 | 1891 | 1896 |
| ---- | ---- | ---- | ---- | ---- | ---- | ---- | ---- | ---- |
| 318  | 307  | 286  | 470  | 429  | 301  | 274  | 249  | 235  |

| 1901 | 1906 | 1911 | 1921 | 1926 | 1931 | 1936 | 1946 | 1954 |
| ---- | ---- | ---- | ---- | ---- | ---- | ---- | ---- | ---- |
| 237  | 213  | 197  | 165  | 170  | 238  | 160  | 178  | 165  |

| 1962 | 1968 | 1975 | 1982 | 1990 | 1999 | 2006 | 2007 | 2012 |
| ---- | ---- | ---- | ---- | ---- | ---- | ---- | ---- | ---- |
| 135  | 112  | 84   | 94   | 93   | 94   | 99   | 100  | 91   |

| 2017 | 2022 | - | - | - | - | - | - | - |
| ---- | ---- | - | - | - | - | - | - | - |
| 89   | 99   | - | - | - | - | - | - | - |

#### Pyramide des âges
En 2021, le taux de personnes d'un âge inférieur à 30 ans s'élève à 25,3 %, soit en dessous de la moyenne départementale (35,3 %). À l'inverse, le taux de personnes d'âge supérieur à 60 ans est de 34,0 % la même année, alors qu'il est de 24,3 % au niveau départemental.
En 2021, la commune comptait 48 hommes pour 47 femmes, soit un taux de 50,53 % d'hommes, légèrement supérieur au taux départemental (49,35 %).
Les pyramides des âges de la commune et du département s'établissent comme suit :
| Hommes | Classe d’âge | Femmes |
| ------ | ------------ | ------ |
| 0,0    | 90 ou +      | 2,0    |
| 11,5   | 75-89 ans    | 5,9    |
| 23,1   | 60-74 ans    | 25,5   |
| 19,2   | 45-59 ans    | 21,6   |
| 23,1   | 30-44 ans    | 17,6   |
| 5,8    | 15-29 ans    | 9,8    |
| 17,3   | 0-14 ans     | 17,6   |

| Hommes | Classe d’âge | Femmes |
| ------ | ------------ | ------ |
| 0,6    | 90 ou +      | 1,6    |
| 6,3    | 75-89 ans    | 8,1    |
| 15,5   | 60-74 ans    | 16,2   |
| 21     | 45-59 ans    | 20,4   |
| 19,8   | 30-44 ans    | 19,8   |
| 16,4   | 15-29 ans    | 15     |
| 20,4   | 0-14 ans     | 18,9   |

### Enseignement
Auparavant, l'école était située à l'intérieur de la mairie. Une salle de classe existait dans ce bâtiment de forme rectangulaire à deux niveaux. Le logement de l'instituteur et une cour ont également existé. Le faible effectif a provoqué la fermeture de cette classe.

### Manifestations culturelles et festivités
La fête patronale avait lieu le 26 décembre pour la Saint-Étienne.
Boisse

### Santé
Les pharmacies les plus proches sont celles de Villereversure à 5,8 kilomètres et d'Izernore à 6,4 kilomètres. Il en est de même pour les services d'infirmière et pour les médecins dont un se trouve également à Corveissiat.

### Sports et associations
Le nombre de retraités de la commune a permis la création d'un comité d'animation rurale, mais également le club du 3e âge « la ruche d'or » et la société de chasse.

### Médias
Le journal le Progrès propose une édition locale aux communes du Haut-Bugey. Il parait du lundi au dimanche et traite des faits divers, des évènements sportifs et culturels au niveau local, national, et international. La chaîne France 3 Rhône Alpes Auvergne est disponible dans la région.

## Économie
Comme les autres communes de la région, l'agriculture a occupé une place importante dans l'activité économique de la commune, et ce jusqu'en 1950. De plus la position géographique de Bolozon, située dans une rupture du Berthiand, lui permet d'avoir un microclimat et donc une culture de fruits et la vigne. Aujourd'hui deux agriculteurs sont encore présents. Un des deux est viticulteurs et produit un vin pétillant appelé « le grivois », la production bovine est également présente.

### Revenus de la population et fiscalité
Selon l'enquête de l'INSEE en 1999, les revenus moyens par ménage sont de l'ordre de 10 346 euros par an, bien inférieur à la moyenne nationale est de 15 027 euros par an. Aucun foyer n'est soumis à l'impôt de solidarité sur la fortune.
Aujourd'hui, les habitants sont contraints de travailler dans les communes voisines pourvues d'entreprises.

### Emploi
En 1999, la population de Bolozon se répartissait à 39,4 % d'actifs, ce qui est inférieur au 45,2 % d'actifs de la moyenne nationale, 25,5 % de retraités, soit plus du quart de la population, un chiffre supérieur au 18,2 % national. On dénombrait également 21,3 % de jeunes scolarisés et 13,8 % d'autres personnes sans activité.
Le taux d'activité  de la population des 20 à 59 ans de Bolozon était de 75 %, avec un taux de chômage de 10,8 %, en 1999 donc légèrement inférieur à la moyenne nationale de 12,9 % de chômeurs.
Répartition des emplois par domaine d'activité
|                             | Agriculteurs | Artisans, commerçants, chefs d'entreprise | Cadres, professions intellectuelles | Professions intermédiaires | Employés | Ouvriers |
| --------------------------- | ------------ | ----------------------------------------- | ----------------------------------- | -------------------------- | -------- | -------- |
| Bolozon                     | 0 %          | 0 %                                       | 12,5 %                              | 12,5 %                     | 62,5 %   | 12,5 %   |
| Moyenne nationale           | 2,4 %        | 6,4 %                                     | 12,1 %                              | 22,1 %                     | 29,9 %   | 27,1 %   |
| Sources des données : INSEE |              |                                           |                                     |                            |          |          |

### Entreprises de l'agglomération
Il existe à Bolozon un bar-restaurant et un club-discothèque, mais également une gare TER dont les voies sont également empruntées par les TGV Paris-Genève.
Le hameau de Daranche possède une gare et un bar-restaurant-discothèque.

## Culture et patrimoine

### Lieux et monuments

#### Monuments laïques
- Le viaduc ferroviaire de Cize-Bolozon, construit en 1875 pour un coût de 339 000 FF[26], enjambe l'Ain. Il a été détruit par les maquisards en 1944, puis reconstruit en 1950. Cette reconstruction a été entièrement filmée au fil des années par le cinéaste André Périé pour la Société Centrale Cinématographique de la SNCF. Le viaduc est à deux étages, le premier utilisé par les voitures et le second par les trains. Ce viaduc de 273 mètres de long est composé de onze arcades disposées deux niveaux et d'une hauteur maximale de 73 mètres.

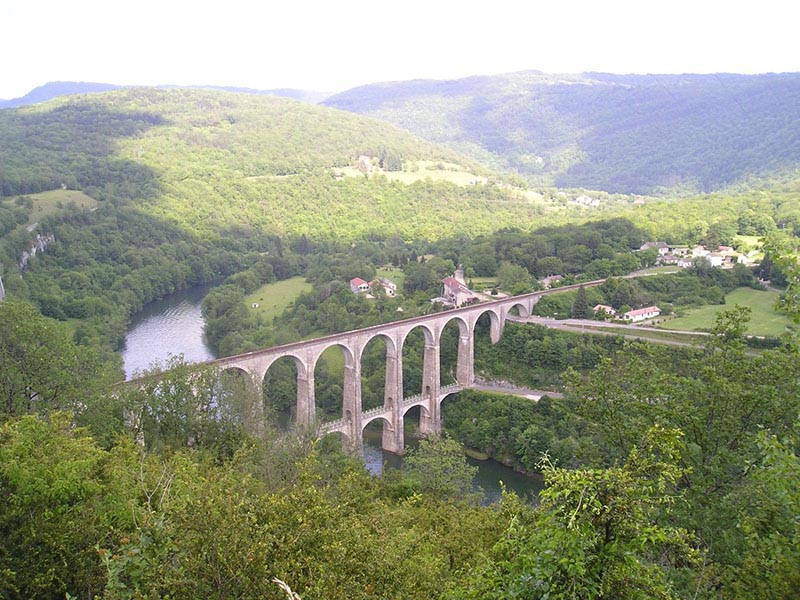
Le viaduc ferroviaire de Cize-Bolozon.

#### Monuments religieux

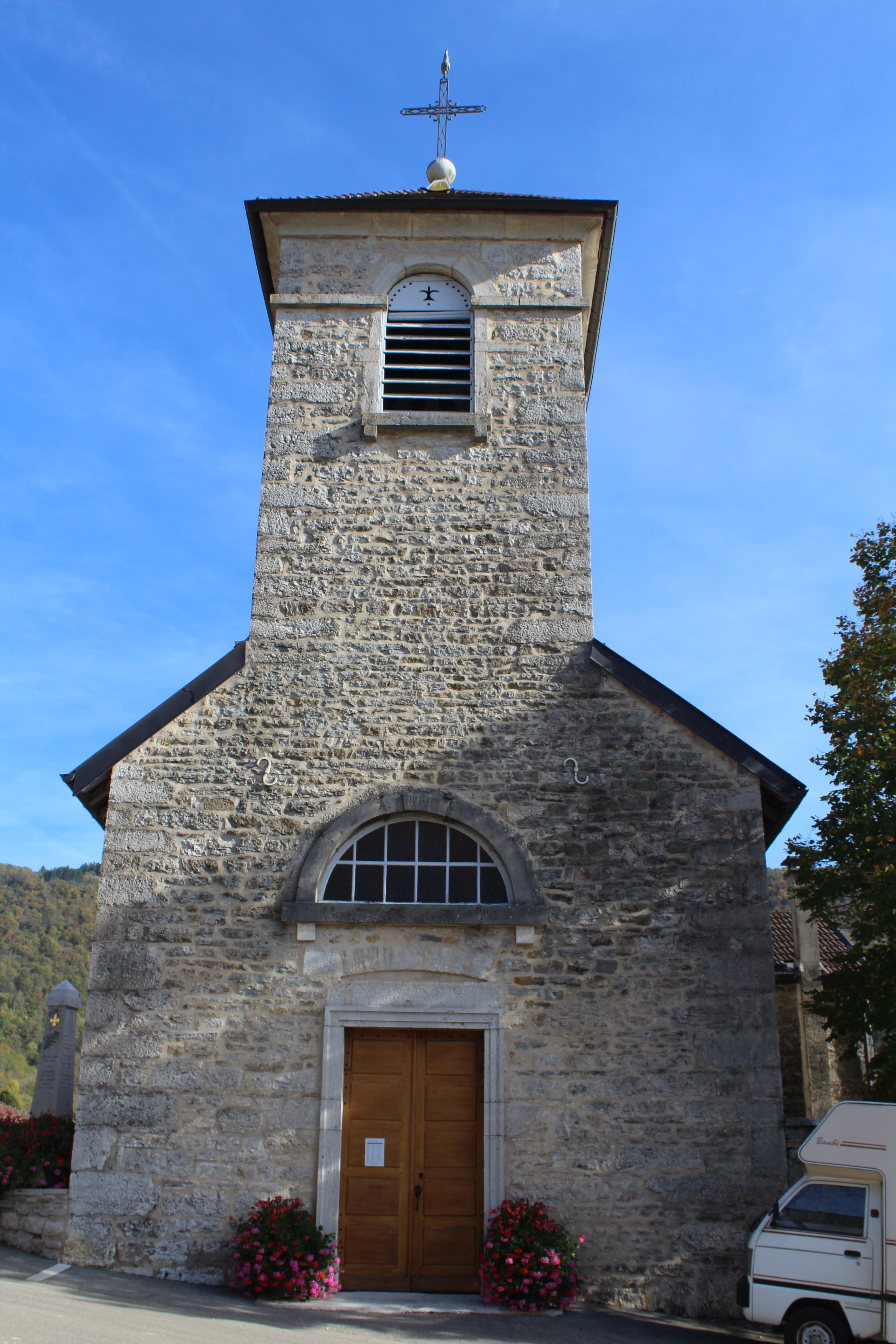
Église Saint-Étienne.

L'église Saint-Étienne de Bolozon qui fut reconstruite en 1836.

#### Patrimoine naturel
- La vallée de l'Ain est un site naturel dans lequel coule la rivière d'Ain. Elle marque la limite entre le Revermont et le Haut-Bugey qui sont constitués d'un relief montagneux en prolongation du massif du Jura.

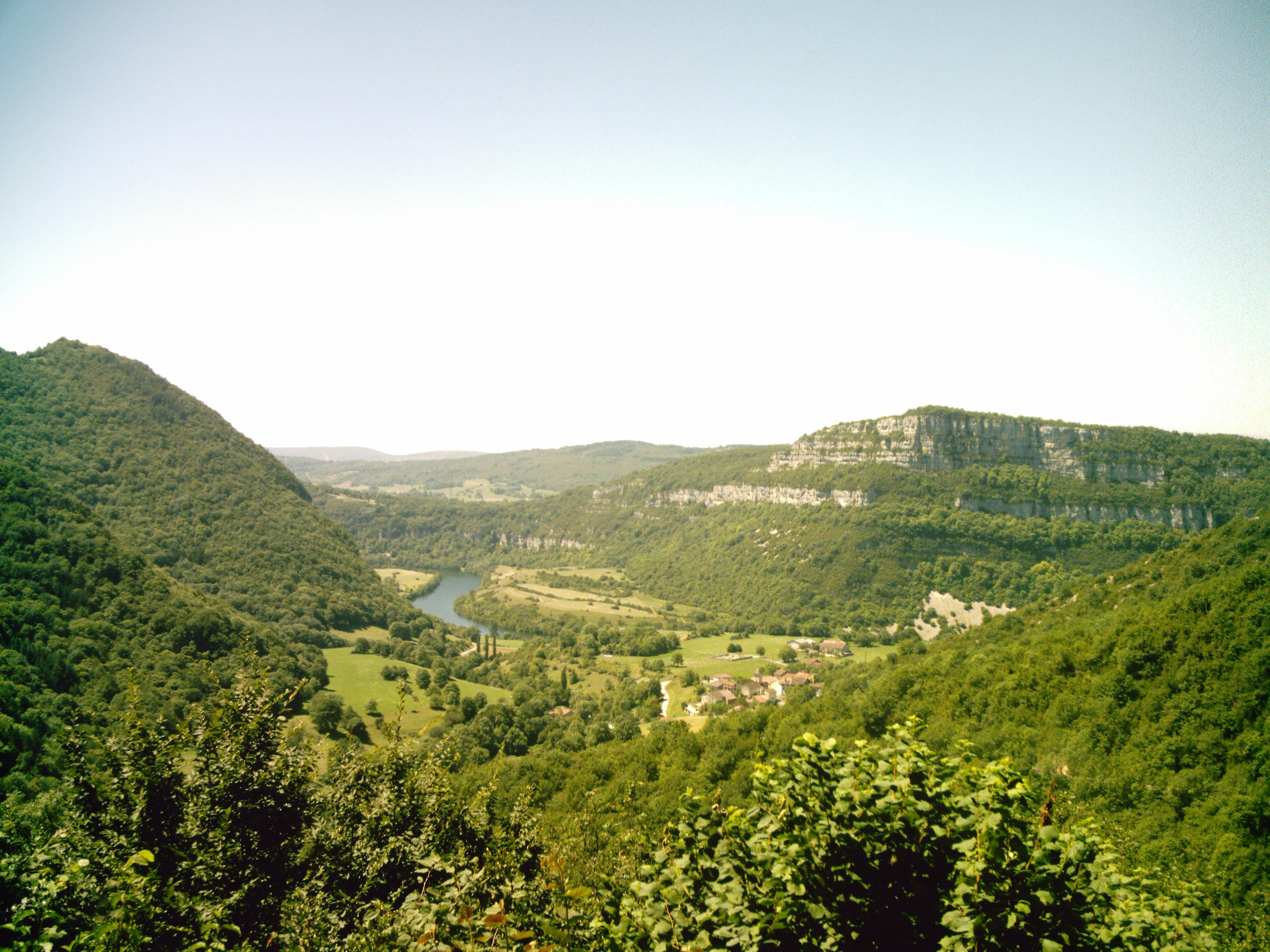
Bolozon et la vallée de l'Ain.